# 狐湖第162號原住民保留地
狐湖第162號原住民保留地 (克里語：ᒪᑫᓯᐤ ᓵᑲᐦᐃᑲᐣ 、拼音：makêsiw sâkahikan)，簡稱為狐湖162，為一個位於加拿大亞伯達省马更些县東部，小紅河克里族的加拿大原住民保留區，屬於第八號編序條約地。此地區位於非建制區域狐湖內，小紅河西北方約13公里處。

## 資料來源
1. 1 2  . Indigenous and Northern Affairs Canada. Government of Canada.   [August 12, 2019].[]
2. ↑  . Statistics Canada. February 8, 2017  [2019-08-10]. （原始内容存档于2018-05-06）.
3. ↑  Government of Alberta.  (地图). AltaLIS. May 25, 2019  [2022-02-01]. （原始内容存档于2021-12-25）.

58°27′13″N 114°30′58″W / 58.4535°N 114.516°W